# Lill-Skorvliden
Lill-Skorvliden är ett naturreservat i Lycksele kommun i Västerbottens län.
Området är naturskyddat sedan 2011 och är 92 hektar stort. Reservatet omfattar en nordvästbrant av Lill-Skorvliden ner mot Umeälven. Reservatet består av brandpräglad barrblandnaturskog.